# Хаттиг, Джон
Джон Дуэйн «Джей Ар» Хаттиг (англ. John Duane «J. R.» Hattig, 27 февраля 1980, Тамунинг, Гуам) — американский бейсболист, игрок третьей базы. В 2006 году выступал в Главной лиги бейсбола за «Торонто Блю Джейс». Первый уроженец Гуама, который был выбран на драфте Главной лиги бейсбола и сыграл в ней.

## Карьера
Джон Хаттиг родился 27 февраля 1980 года на Гуаме. В бейсбол он начал играть во время учёбы в школах Оушенвью и Сазерн. В 1997 году его признали Самым ценным игроком Межшкольной лиги на острове. На драфте Главной лиги бейсбола 1998 года Хаттига в 25 раунде выбрал клуб «Бостон Ред Сокс». Он стал первым уроженцем Гуама, задрафтованным одним из клубом МЛБ. Профессиональную карьеру Джон начал в дочерней команде «Бостона» в Лиге Галф-Кост, которая базировалась в городе Форт-Майерс.
В фарм-системе «Ред Сокс» Хаттиг выступал в течение шести сезонов. В 2004 году его обменяли в «Торонто Блю Джейс», после чего он доиграл оставшуюся часть сезона в АА-лиге за «Нью-Гемпшир Фишер Кэтс». Чемпионат 2005 года и часть сезона 2006 года он отыграл на уровне ААА-лиги в «Сиракьюз Скай Чифс». В августе 2006 года Джон был переведён в основной состав «Торонто» и стал первым уроженцем Гуама, дебютировавшим в Главной лиге бейсбола. Закрепиться в «Блю Джейс» он не сумел и весь сезон 2007 года отыграл в составе «Скай Чифс». Весной следующего года Хаттиг подписал контракт с «Нью-Йорк Метс», но был отчислен по ходу предсезонных сборов. В мае 2008 года он заключил соглашение с клубом независимой Золотой бейсбольной лиги «Рино Сильвер Сокс».